# قره‌بلاغ (گدابیگ)
قره‌بلاغ (به لاتین: Qarabulaq) یک منطقه مسکونی در جمهوری آذربایجان است که در شهرستان گدابیگ واقع شده است. قره‌بلاغ ۶۶۱ نفر جمعیت دارد.